# Дедвуд (фильм)
«Дедвуд: Фильм» (англ. Deadwood: The Movie) — телефильм режиссёра Дэниела Минэхэна по сценарию Дэвида Милча, вышедший на экраны в 2019 году на канале HBO. Фильм является продолжением одноимённого телесериала, выходившего в 2004—2006 годах. Премьера фильма состоялась 31 мая 2019 года.

## Сюжет
Действие происходит в 1889 году, 10 лет спустя после событий оригинального сериала. В бывший посёлок старателей Дедвуд, ставший небольшим городом после того как в него провели железнодорожную ветку, после долгого отсутствия прибывает сенатор Херст, рассчитывая купить здесь землю для прокладки телефонной линии. Однако владелец ключевого участка Чарли Аттер отказывается заключать сделку. Вечером его находят застреленным. Шериф Буллок находит свидетеля убийства и вступает в конфликт с сенатором, которого обвиняет в организации преступления. Заручившись поддержкой тяжело больного владельца салуна Эла Сверенджена и своей бывшей возлюбленной Альмы Гаррет, Буллок стремится во что бы то ни стало не допустить попадания участка Чарли в руки Херста и провести расследование убийства друга...

## В ролях
В актёрский состав входят:
- Тимоти Олифант — Сет Буллок
- Иэн Макшейн — Эл Сверенджен
- Молли Паркер — Альма Эллсворт
- Пола Малкомсон — Трикси
- У. Эрл Браун — Дэн Дорити
- Дейтон Калли — Чарли Аттер
- Ким Диккенс — Джоани Стаббс
- Брэд Дуриф — Док Кокран
- Анна Ганн — Марта Буллок
- Джон Хоукс — Сол Стар
- Джеральд Макрейни — сенатор Джордж Херст
- Леон Риппи — Том Наттэлл
- Уильям Сандерсон — И. Б. Фарнум
- Робин Вайгерт — Бедовая Джейн
- Брент Секстон — Гарри Мэннинг
- Шон Бриджерс — Джонни Бёрнс
- Джери Джуэлл — Джуэл
- Джеффри Джонс — А. У. Меррик
- Франклин Аджайе — Сэмюэл Филдс
- Кеон Янг — мистер Ву
- Питер Джейсон — Кон Стейплтон
- Клео Кинг — тётя Лу
- Тони Карран — Джеймс Смит
- Джейд Петтиджон — Кэролайн Вулгарден
- Лили Кин — София Эллсворт
- Дон Суэйзи — Деннис Сикрест
- Алан Ко — Меньяо
- Люк Патрик Додж — Стэнли Буллок
- Ноэль Э. Паркер — Маргарет Буллок
- Летиша Лагутенко — Флоренс Буллок

## Награды и номинации
- 2019 — 8 номинаций на премию «Эмми»: лучший телефильм, лучшая операторская работа в телефильме или мини-сериале (Дэвид Клейн), лучший монтаж в телефильме или мини-сериале, лучшее сведение звука в телефильме или мини-сериале, лучший звуковой монтаж в телефильме или мини-сериале, лучший грим в телефильме или мини-сериале, лучшие причёски в телефильме или мини-сериале, лучшие визуальные спецэффекты.
- 2019 — номинация на премию Ассоциации телевизионных критиков за лучший телефильм или мини-сериал.